# ريفا بوبر
ريفا بوبر هي ممثلة هندية، أشتهرت لظهورها في فيديو كيلب حبيبي ده (ناري نارين) للمغني المصري هشام عباس.

## روابط خارجية
- ريفا بوبر على موقع IMDb (الإنجليزية)
- ريفا بوبر على موقع كينوبويسك (الروسية)